# 武田陽介
武田陽介（たけだ ようすけ、1982年 - ）は日本の写真家。
大学在学中より銀塩写真での制作活動を始める。フィルムや印画紙の生産中止など、従来の銀塩写真の制作が困難になる状況を契機としてデジタル写真へと移行。写真というメディウムに対する透徹した制作意識を湛え「⼿段の形跡、存在の刻印」を作品として発表し続けている。 ストレート・フォトグラフィでありながら、抽象絵画のような構図や平面性を兼ね備え、それゆえ日常の雑景からやや遊離したシュールでクールな雰囲気を湛えていると評価されている。
代表作としてデジタルカメラを強い光に向けた際に⽣じるフレアという現象を捉えた「Digital Flare」シリーズなど。
牛腸茂雄の夭折により、理解されることなく途絶えたコンポラ写真の系譜を受け継ぐ作家として、安村崇、小山泰介、中島大輔、西澤諭志らと共に美術評論家の清水穣にネオ・コンポラと論じられている。
主なパブリックコレクションとして、サンフランシスコ近代美術館、スペイン銀行、カディスト美術財団、プレスビテリアン病院などがある。

## 経歴
- 1982年、愛知県名古屋市生まれ。
- 2005年、同志社大学文学部文化学科哲学及倫理学専攻卒業。
- 2007年、第16回写真新世紀　佳作（南條史生選）。
- 2008年、第17回写真新世紀　佳作（榎本了壱選）。
- 2015年、写真集『Stay Gold』により第40回木村伊兵衛写真賞候補。

## 展覧会

### 個展
- 「≠ [ not equal to / 等号否定 ]」（SFA、東京、2009）
- 「何かを見た、あるいは何かを見るだろう。」（SFA、東京、2010）
- 「キャンセル 」（3331Gallery、東京、2012）
- 「Stay Gold」（Taka Ishii Gallery、東京、2014）
- 「Stay Gold: Color Proof」（Taka Ishii Gallery Modern、東京、2014）
- 「Stay Gold: Digital Flare」（空蓮坊、東京、2014）
- 「Stay Gold: Two Walls」（TRAUMARIS | SPACE、東京、2014）
- 「Stay Gold」（Taka Ishii Gallery Photography Paris、パリ、2014）
- 「Arise」（Taka Ishii Gallery、東京、2016）
- 「Ash without fire here」（Taka Ishii Gallery、東京、2019）
- 「Singin' in the Rain」（KOSAKU KANECHIKA、東京、2024）

#### グループ展
- 「Japanese Photography」（Taka Ishii Gallery Photography / Film、東京、2013 ）
- 「Four from Japan: Contemporary Photography」（Condé Nast Gallery、ニューヨーク、2015 ）
- 「Japanese Photography from Postwar to Now」（San Francisco Museum of Modern Art、サンフランシスコ 、2016 ）
- 「The Sun Placed in the Abyss」（Columbus Museum of Art、コロンバス、2016 ）

## 写真集
- 「Stay Gold」（Omoplata & Taka Ishii Gallery、2014）